# Alquines
Alquines település Franciaországban, Pas-de-Calais megyében. Lakosainak száma 985 fő (2022. január 1.). Alquines Journy, Quercamps, Quesques, Bouvelinghem, Coulomby, Escœuilles és Haut-Loquin községekkel határos.

## Népesség
A település népességének változása:
| Lakosok száma | 940  | 985  | 1018 | 999  | 992  | 984  | 994  | 991  | 985  |
|               | 2013 | 2015 | 2016 | 2017 | 2018 | 2019 | 2020 | 2021 | 2022 |